# 拉斯文塔斯德圣胡利安
拉斯文塔斯德圣胡利安，是西班牙卡斯蒂利亚-拉曼恰托莱多省的一个市镇。总面积7平方公里，总人口275人（2001年），人口密度39人/平方公里。